# یواس‌اس سافک (ای‌کی‌ای-۶۹)
یواس‌اس سافک (ای‌کی‌ای-۶۹) (به انگلیسی: USS Suffolk (AKA-69)) یک کشتی بود که طول آن ۴۵۹ فوت ۲ اینچ (۱۳۹٫۹۵ متر) بود. این کشتی در سال ۱۹۴۴ ساخته شد.